# Xàbia
Xàbia (em valenciano e co-oficialmente) ou Jávea (em castelhano) é um município da Espanha na província de Alicante, comunidade autónoma da Comunidade Valenciana. Tem 68,59 km² de área e em 2021 tinha 27 983 habitantes (densidade: 408 hab./km²).

## Demografia
| Variação demográfica do município entre 1991 e 2004 | Variação demográfica do município entre 1991 e 2004 | Variação demográfica do município entre 1991 e 2004 | Variação demográfica do município entre 1991 e 2004 |
| --------------------------------------------------- | --------------------------------------------------- | --------------------------------------------------- | --------------------------------------------------- |
| 1991                                                | 1996                                                | 2001                                                | 2004                                                |
| 16473                                               | 21393                                               | 18753                                               | 26649                                               |